# Audi A4 allroad quattro
Der Audi A4 allroad quattro ist die Offroad-Variante des Audi A4 Avant. Die erste, auf dem A4 B8 basierte Generation kam im Frühjahr 2009 auf den Markt. Im Herbst 2011 erhielt diese ein Facelift. Auf der NAIAS im Januar 2016 wurde die zweite Generation auf Basis des Audi A4 B9 präsentiert.
Der Audi A4 allroad quattro unterscheidet sich vom A4 Avant durch den serienmäßigen Allradantrieb, eine auf 180 mm erhöhte Bodenfreiheit, sowie ausgestellte und geschützte Kotflügel vorne und hinten. Erkennbar ist er insbesondere auch an dem Edelstahl-Unterfahrschutz an Front und Heck und an dem silbernen Kühlergrill.

## A4 B8 allroad quattro (2009–2016)
Dieses Modell ist als eines der ersten Audi-Fahrzeuge mit dem „Rekuperationssystem“ ausgestattet, welches eine Bremsenergierückgewinnung und Start-Stopp-Automatik beinhaltet. Um die Geländeeigenschaften zu unterstützen, ist das ESP (Electronic Stability Control) mit „offroad detection“ ausgestattet, welches sich beim Ausschalten selbst aktiviert. In diesem Betriebsmodus wird die Regelung des ESP so beeinflusst, dass sie später eingreift und damit insbesondere auf losem Untergrund wie bei Schotter oder Schnee ein besseres Vorankommen ermöglicht.
Im Audi A4 allroad quattro wird neben dem 6-Gang-Handschaltgetriebe das 7-Gang-Direktschaltgetriebe S tronic für die leistungsstärksten Otto- und Dieselmotoren angeboten. Dieses treibt dabei permanent alle vier Räder mit dem von Audi Quattro genannten Allradantrieb (Torsendifferenzial) mit einer Grundverteilung von 40 : 60 (Vorder-/Hinterachse) an.

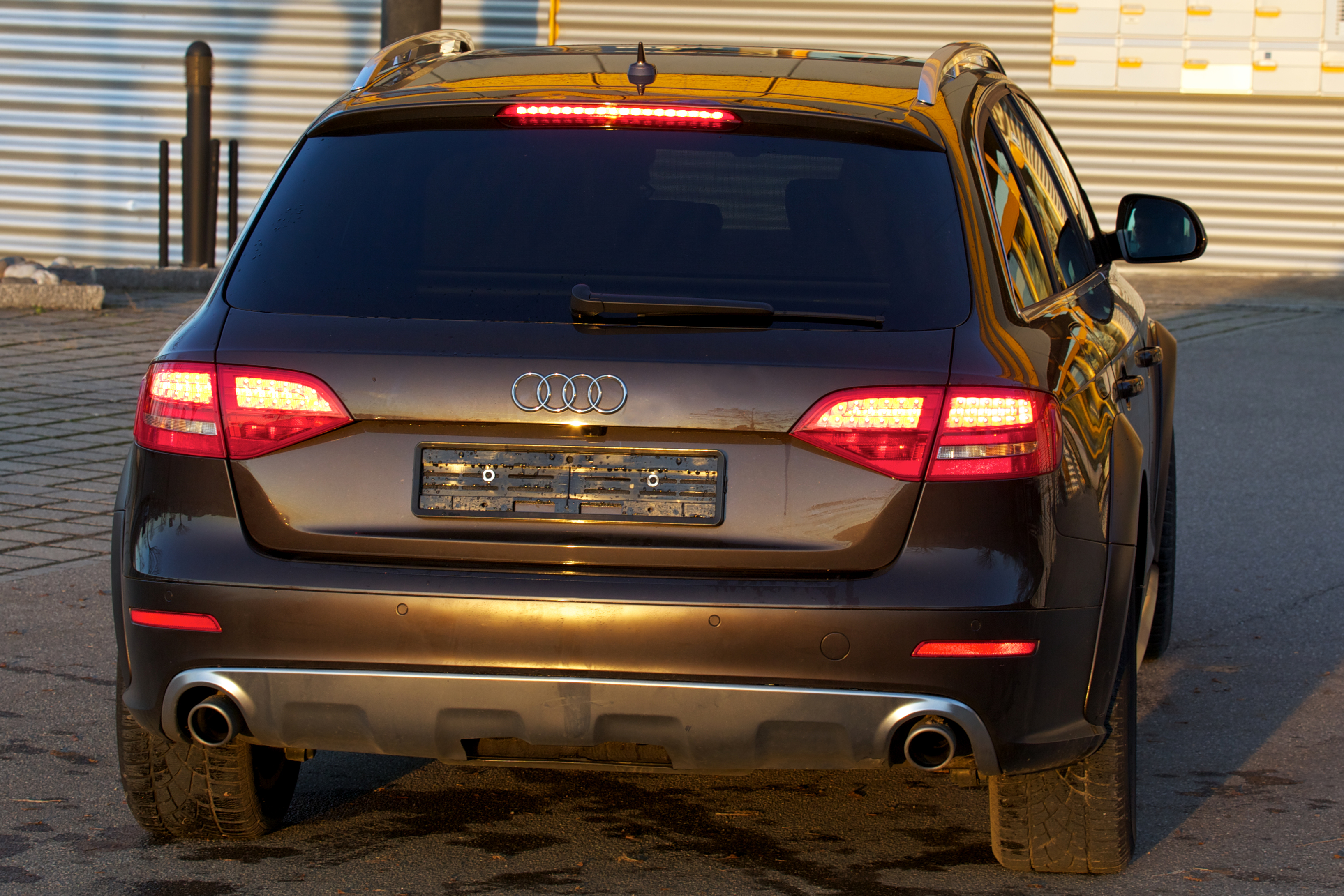
Heckansicht
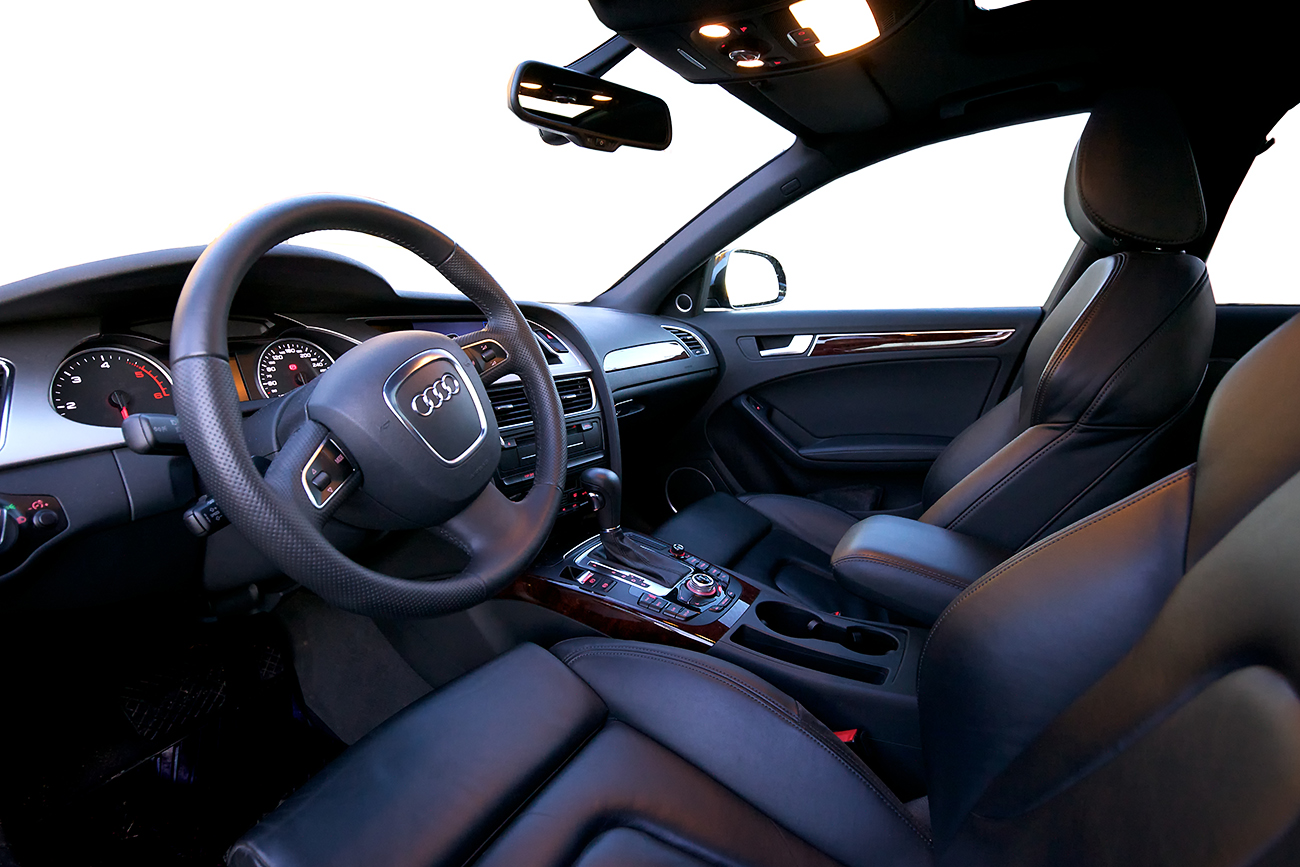
Innenraum
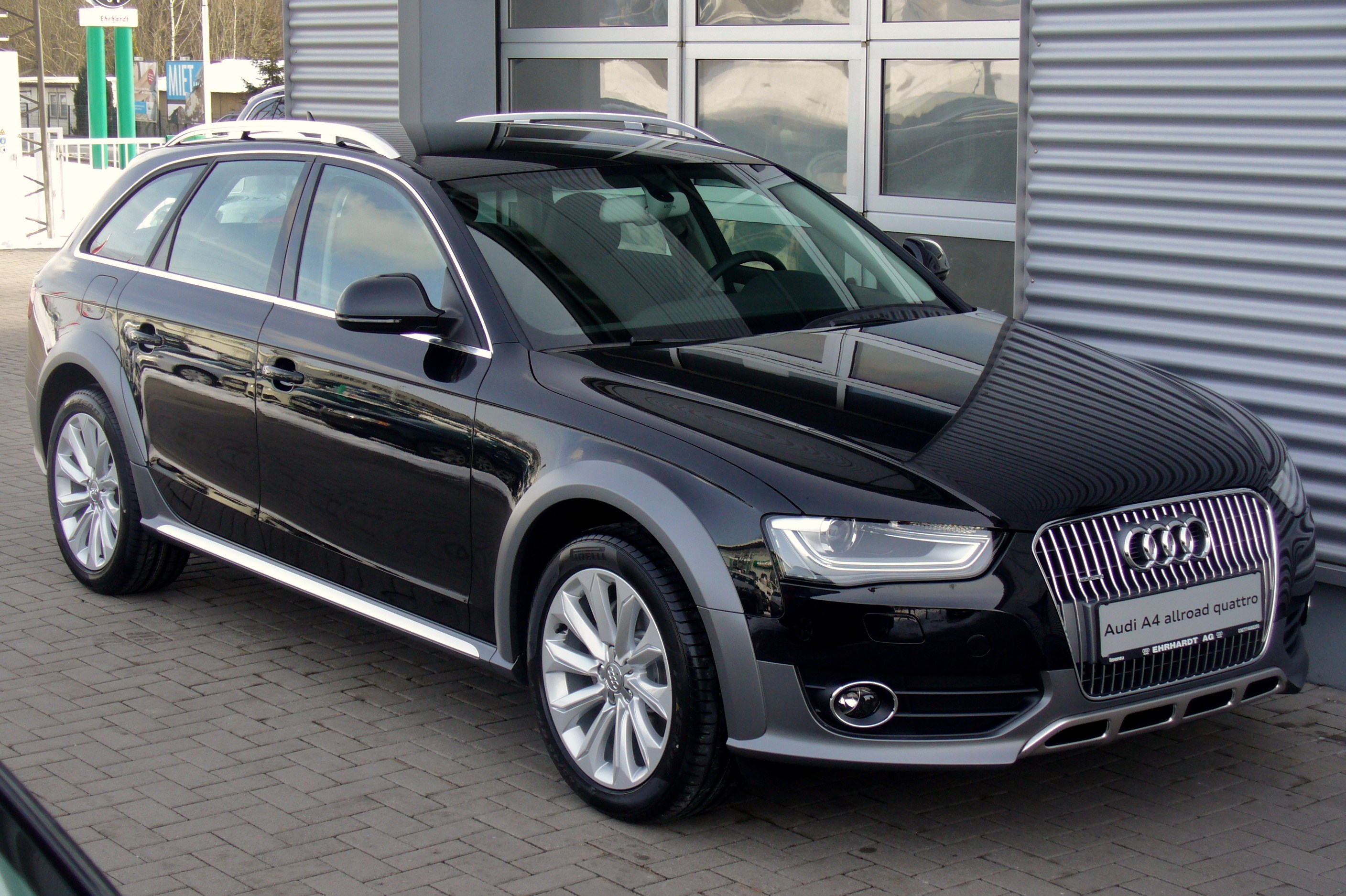
Audi A4 allroad quattro (2011–2016)
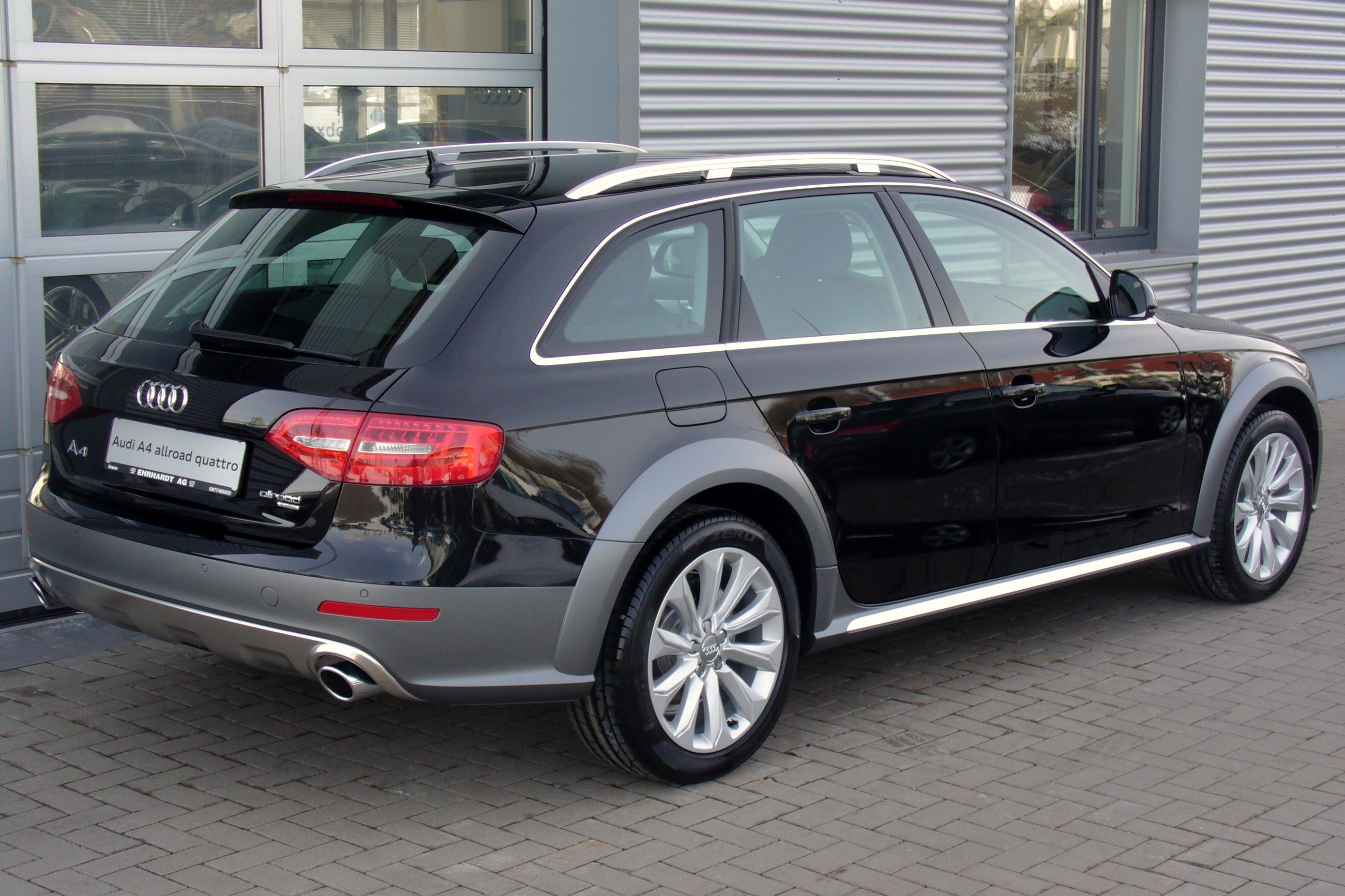
Heckansicht

### Motorisierungen
|                                            | 2.0 TFSI                   | 2.0 TFSI                   | 2.0 TDI DPF                     | 2.0 TDI DPF              | 2.0 TDI DPF                | 2.0 TDI DPF              | 2.0 TDI DPF              | 2.0 TDI DPF                | 3.0 TDI DPF                | 3.0 TDI DPF                | 3.0 TDI DPF                |
| ------------------------------------------ | -------------------------- | -------------------------- | ------------------------------- | ------------------------ | -------------------------- | ------------------------ | ------------------------ | -------------------------- | -------------------------- | -------------------------- | -------------------------- |
| Bauzeitraum                                | 02/2009– 04/2013           | 04/2013– 02/2016           | 07/2009–11/2011 04/2012–04/2013 | 04/2013– 02/2015         | 07/2014– 02/2016           | 02/2009– 11/2011         | 11/2011– 02/2015         | 03/2014– 02/2016           | 02/2009– 11/2011           | 11/2011– 02/2015           | 11/2011– 02/2016           |
| Motorart                                   | Ottomotor                  | Ottomotor                  | Dieselmotor                     | Dieselmotor              | Dieselmotor                | Dieselmotor              | Dieselmotor              | Dieselmotor                | Dieselmotor                | Dieselmotor                | Dieselmotor                |
| Motortyp                                   | Reihenbauart               | Reihenbauart               | Reihenbauart                    | Reihenbauart             | Reihenbauart               | Reihenbauart             | Reihenbauart             | Reihenbauart               | V-Bauart                   | V-Bauart                   | V-Bauart                   |
| Motoraufladung                             | Turbolader                 | Turbolader                 | Turbolader                      | Turbolader               | Turbolader                 | Turbolader               | Turbolader               | Turbolader                 | Turbolader                 | Turbolader                 | Turbolader                 |
| Gemischaufbereitung                        | Direkteinspritzung         | Direkteinspritzung         | Common-Rail-Einspritzung        | Common-Rail-Einspritzung | Common-Rail-Einspritzung   | Common-Rail-Einspritzung | Common-Rail-Einspritzung | Common-Rail-Einspritzung   | Common-Rail-Einspritzung   | Common-Rail-Einspritzung   | Common-Rail-Einspritzung   |
| Zylinder/Ventile                           | 4/16                       | 4/16                       | 4/16                            | 4/16                     | 4/16                       | 4/16                     | 4/16                     | 4/16                       | 6/24                       | 6/24                       | 6/24                       |
| Hubraum                                    | 1984 cm³                   | 1984 cm³                   | 1968 cm³                        | 1968 cm³                 | 1968 cm³                   | 1968 cm³                 | 1968 cm³                 | 1968 cm³                   | 2967 cm³                   | 2967 cm³                   | 2967 cm³                   |
| max. Leistung bei min−1                    | 155 kW (211 PS)/ 4300–6000 | 165 kW (225 PS)/ 4500–6250 | 105 kW (143 PS)/ 4200           | 110 kW (150 PS)/ 4200    | 110 kW (150 PS)/ 3250–4200 | 125 kW (170 PS)/ 4200    | 130 kW (177 PS)/ 4200    | 140 kW (190 PS)/ 3800–4200 | 176 kW (240 PS)/ 4000–4400 | 180 kW (245 PS)/ 4000–4500 | 180 kW (245 PS)/ 4000–4500 |
| max. Drehmoment bei min−1                  | 350 Nm/ 1500–4200          | 350 Nm/ 1500–4500          | 320 Nm/ 1750–2500               | 320 Nm/ 1750–2500        | 320 Nm/ 1500–3250          | 350 Nm/ 1750–2500        | 380 Nm/ 1750–2500        | 400 Nm/ 1750–3000          | 500 Nm/ 1500–3000          | 500 Nm/ 1400–3250          | 580 Nm/ 1400–3250 (1)      |
| Antriebsart, Standard                      | Allradantrieb              | Allradantrieb              | Allradantrieb                   | Allradantrieb            | Allradantrieb              | Allradantrieb            | Allradantrieb            | Allradantrieb              | Allradantrieb              | Allradantrieb              | Allradantrieb              |
| Getriebeart, Standard                      | 6-Gang-Schaltgetriebe      | 6-Gang-Schaltgetriebe      | 6-Gang-Schaltgetriebe           | 6-Gang-Schaltgetriebe    | 6-Gang-Schaltgetriebe      | 6-Gang-Schaltgetriebe    | 6-Gang-Schaltgetriebe    | 6-Gang-Schaltgetriebe      | 6-Gang-Schaltgetriebe      | 7-Gang-S tronic            | 7-Gang-S tronic            |
| Getriebeart, Option                        | 7-Gang-S tronic            | 7-Gang-S tronic            | —                               | —                        | —                          | —                        | 7-Gang-S tronic          | 7-Gang-S tronic            | 7-Gang-S tronic            | —                          | —                          |
| Leergewicht                                | 1685–1725 kg               | 1685–1725 kg               | 1705 kg                         | 1705 kg                  | 1765 kg                    | 1705 kg                  | 1705–1745 kg             | 1765–1805 kg               | 1805–1840 kg               | 1825 kg                    | 1865 kg                    |
| max. Zuladung                              | 570 kg                     | 570 kg                     | 570 kg                          | 570 kg                   | 570 kg                     | 570 kg                   | 570 kg                   | 570 kg                     | 570 kg                     | 570 kg                     | 570 kg                     |
| max. Anhängelast                           | 1900 kg                    | 1900 kg                    | 1900 kg                         | 1900 kg                  | 1900 kg                    | 1900 kg                  | 1900–2100 kg             | 1900–2100 kg               | 2100 kg                    | 2100 kg                    | 2100 kg                    |
| Beschleunigung, 0–100 km/h                 | 6,9 s                      | 6,7 s                      | 9,7–10,3 s                      | 9,7 s                    | 9,7 s                      | 8,9 s                    | 8,1–8,2 s                | 7,6–7,8 s                  | 6,4–6,6 s                  | 6,2 s                      | 6,2 s                      |
| Höchstgeschwindigkeit                      | 230 km/h                   | 234 km/h                   | 200 km/h                        | 200 km/h                 | 200 km/h                   | 213 km/h                 | 210–215 km/h             | 215–223 km/h               | 236–237 km/h               | 237 km/h                   | 237 km/h                   |
| Kraftstoffverbrauch auf 100 km, kombiniert | 7,2–8,3 l Super            | 7,0–7,1 l Super            | 5,8–6,2 l Diesel                | 5,8 l Diesel             | 5,4 l Diesel               | 6,2–6,4 l Diesel         | 5,8–6,0 l Diesel         | 5,6 l Diesel               | 7,1–7,2 l Diesel           | 6,2 l Diesel               | 6,0 l Diesel               |
| CO2-Emission                               | 169–194 g/km               | 164 g/km                   | 152–164 g/km                    | 152 g/km                 | 139 g/km                   | 164–169 g/km             | 153–156 g/km             | 145–149 g/km               | 189 g/km                   | 161 g/km                   | 159 g/km                   |
| Abgasnorm                                  | Euro 5                     | Euro 6                     | Euro 5                          | Euro 5                   | Euro 6                     | Euro 5                   | Euro 5                   | Euro 6                     | Euro 5                     | Euro 5                     | Euro 6                     |

## A4 B9 allroad quattro (2016–2024)
Die zweite Generation des Audi A4 allroad quattro erschien 2016 und basiert auf der aktuellen A4-Baureihe B9. Vorgestellt wurde das Modell im Januar 2016 auf der NAIAS in Detroit.
Je nach Radgröße verfügt der A4 allroad quattro über 24 bis 34 mm mehr Bodenfreiheit im Vergleich zum normalen Modell. Erstmals wird für den allroad quattro auch ein adaptives Fahrwerk angeboten, mit welchem sich die Stoßdämpferhärte elektronisch verstellen lässt.

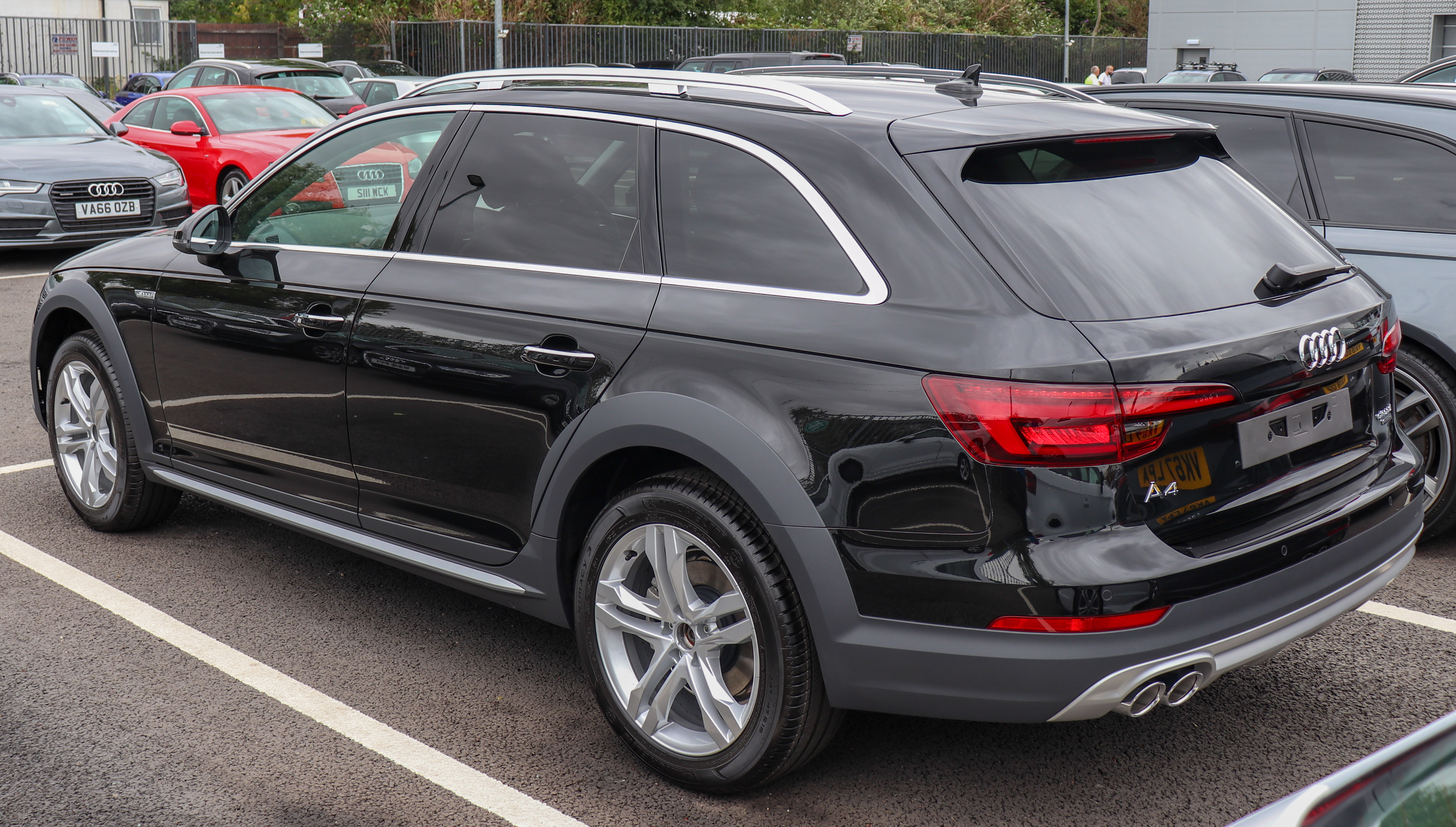
Heckansicht
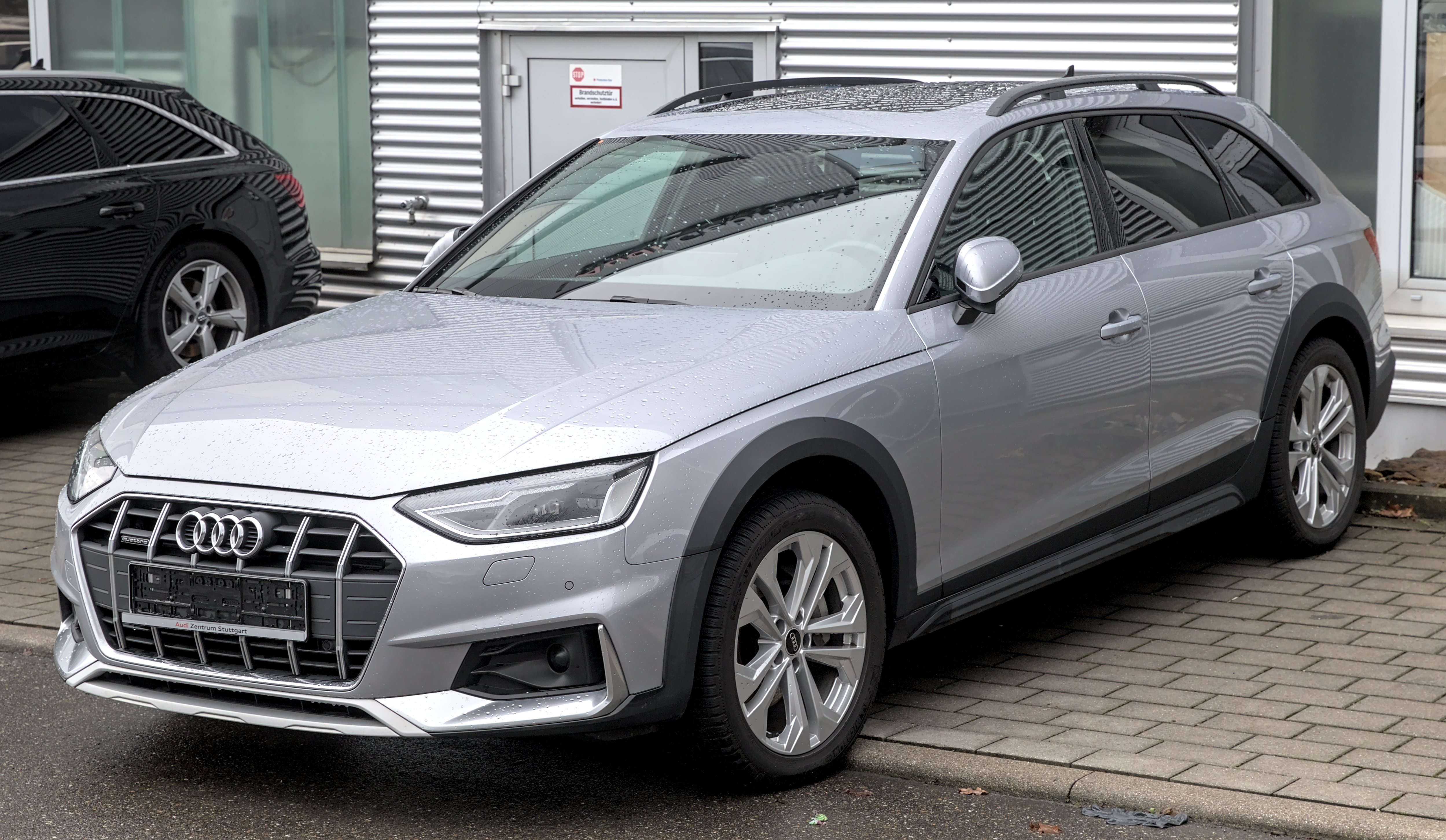
Audi A4 allroad quattro (2019–2024)
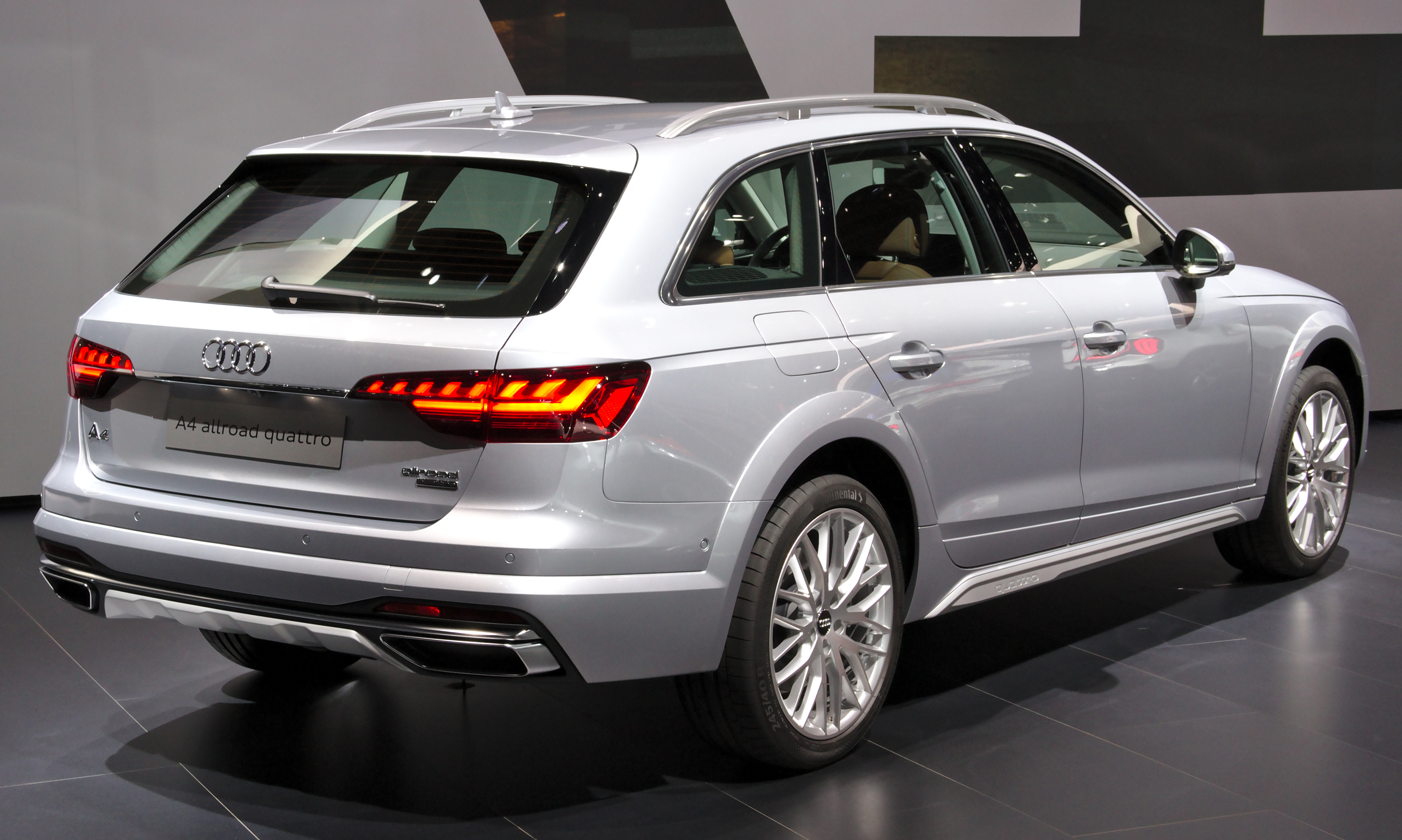
Heckansicht

### Motorisierungen

#### Bis Modelljahr 2019
|                                            | 2.0 TFSI                        | 2.0 TDI DPF                     | 2.0 TDI DPF                     | 2.0 TDI DPF                     | 3.0 TDI DPF                     | 3.0 TDI DPF                |
| ------------------------------------------ | ------------------------------- | ------------------------------- | ------------------------------- | ------------------------------- | ------------------------------- | -------------------------- |
| Bauzeitraum                                | 06/2016–06/2018                 | 11/2016–08/2018                 | 08/2016–08/2018                 | 11/2016–06/2018                 | 03/2016–08/2018                 | 03/2016–06/2018            |
| Motorkennbuchstabe                         | CYRB                            | DEUA                            | DETB                            | DETA                            | CSWB                            | CRTC                       |
| Motorart                                   | Ottomotor                       | Dieselmotor                     | Dieselmotor                     | Dieselmotor                     | Dieselmotor                     | Dieselmotor                |
| Motortyp                                   | Reihenbauart                    | Reihenbauart                    | Reihenbauart                    | Reihenbauart                    | V-Bauart                        | V-Bauart                   |
| Motoraufladung                             | Turbolader                      | Turbolader                      | Turbolader                      | Turbolader                      | Turbolader                      | Turbolader                 |
| Gemischaufbereitung                        | Direkteinspritzung              | Common-Rail-Einspritzung        | Common-Rail-Einspritzung        | Common-Rail-Einspritzung        | Common-Rail-Einspritzung        | Common-Rail-Einspritzung   |
| Zylinder/Ventile                           | 4/16                            | 4/16                            | 4/16                            | 4/16                            | 6/24                            | 6/24                       |
| Hubraum                                    | 1984 cm³                        | 1968 cm³                        | 1968 cm³                        | 1968 cm³                        | 2967 cm³                        | 2967 cm³                   |
| max. Leistung bei min−1                    | 185 kW (252 PS)/ 5000–6000      | 110 kW (150 PS)/ 3250–4200      | 120 kW (163 PS)/ 3000–4200      | 140 kW (190 PS)/ 3800–4200      | 160 kW (218 PS)/ 4000–5000      | 200 kW (272 PS)/ 3250–4250 |
| max. Drehmoment bei min−1                  | 370 Nm/ 1600–4500               | 320 Nm/ 1500–3250               | 400 Nm/ 1750–2750               | 400 Nm/ 1750–3000               | 400 Nm/ 1250–3750               | 600 Nm/ 1500–3000          |
| Antriebsart, Standard                      | Allradantrieb mit quattro ultra | Allradantrieb mit quattro ultra | Allradantrieb mit quattro ultra | Allradantrieb mit quattro ultra | Allradantrieb mit quattro ultra | Allradantrieb              |
| Getriebeart, Standard                      | 7-Gang-S tronic                 | 6-Gang-Schaltgetriebe           | 7-Gang-S tronic                 | 6-Gang-Schaltgetriebe           | 7-Gang-S tronic                 | 8-Gang-tiptronic           |
| Getriebeart, Option                        | —                               | —                               | —                               | 7-Gang-S tronic                 | —                               | —                          |
| Leergewicht                                | 1655 kg                         | 1690 kg                         | 1715 kg                         | 1690–1715 kg                    | 1765 kg                         | 1805 kg                    |
| max. Zuladung                              | 590 kg                          |                                 | 605 kg                          | 605 kg                          | 590 kg                          | 590 kg                     |
| max. Anhängelast                           | 1900 kg                         | 2000 kg                         | 2000 kg                         | 2000 kg                         | 2000 kg                         | 2100 kg                    |
| Beschleunigung, 0–100 km/h                 | 6,1 s                           | 9,1 s                           | 8,3 s                           | 7,6–7,8 s                       | 6,6 s                           | 5,5 s                      |
| Höchstgeschwindigkeit                      | 246 km/h                        | 205 km/h                        | 210 km/h                        | 220–222 km/h                    | 231 km/h                        | 250 km/h (abgeregelt)      |
| Kraftstoffverbrauch auf 100 km, kombiniert | 6,5–6,8 l Super                 | 4,9–5,1 l Diesel                | 4,9–5,1 l Diesel                | 4,9–5,2 l Diesel                | 5,1–5,3 l Diesel                | 5,3–5,5 l Diesel           |
| CO2-Emission                               | 148–154 g/km                    | 127–133 g/km                    | 128–134 g/km                    | 128–136 g/km                    | 137–143 g/km                    | 139–146 g/km               |
| Abgasnorm                                  | Euro 6                          | Euro 6                          | Euro 6                          | Euro 6                          | Euro 6                          | Euro 6                     |

#### Ab Modelljahr 2020 (Modellpflege)
|                                            | 45 TFSI                         | 45 TFSI                               | 40 TDI                          | 40 TDI                                | 45 TDI                     | 50 TDI                     | 50 TDI                     |
| ------------------------------------------ | ------------------------------- | ------------------------------------- | ------------------------------- | ------------------------------------- | -------------------------- | -------------------------- | -------------------------- |
| Bauzeitraum                                | 02/2019–07/2020                 | 07/2020–07/2024                       | 10/2019–05/2020                 | 08/2020–07/2024                       | 10/2019–12/2019            | 10/2019–06/2020            | 11/2020–01/2023            |
| Motorkennbuchstabe                         | DKNA                            |                                       |                                 |                                       |                            |                            |                            |
| Motorart                                   | Ottomotor                       | Ottomotor                             | Dieselmotor                     | Dieselmotor                           | Dieselmotor                | Dieselmotor                | Dieselmotor                |
| Motortyp                                   | Reihenbauart                    | Reihenbauart                          | Reihenbauart                    | Reihenbauart                          | V-Bauart                   | V-Bauart                   | V-Bauart                   |
| Motoraufladung                             | Turbolader                      | Turbolader                            | Turbolader                      | Turbolader                            | Turbolader                 | Turbolader                 | Turbolader                 |
| Gemischaufbereitung                        | Direkteinspritzung              | Direkteinspritzung                    | Common-Rail-Einspritzung        | Common-Rail-Einspritzung              | Common-Rail-Einspritzung   | Common-Rail-Einspritzung   | Common-Rail-Einspritzung   |
| Zylinder/Ventile                           | 4/16                            | 4/16                                  | 4/16                            | 4/16                                  | 6/24                       | 6/24                       | 6/24                       |
| Hubraum                                    | 1984 cm³                        | 1984 cm³                              | 1968 cm³                        | 1968 cm³                              | 2967 cm³                   | 2967 cm³                   | 2967 cm³                   |
| max. Leistung bei min−1                    | 180 kW (245 PS)/ 5000–6500      | 195 kW (265 PS)/ 5250–6500            | 140 kW (190 PS)/ 3800–4200      | 150 kW (204 PS)/ 3800–4200            | 170 kW (231 PS)/ 3250–4750 | 210 kW (286 PS)/ 3500–4000 | 210 kW (286 PS)/ 3500–4000 |
| max. Drehmoment bei min−1                  | 370 Nm/ 1600–4300               | 370 Nm/ 1600–4500                     | 400 Nm/ 1750–3000               | 400 Nm/ 1750–3250                     | 500 Nm/ 1750–3250          | 620 Nm/ 2250–3000          | 620 Nm/ 1750–3000          |
| Antriebsart, Standard                      | Allradantrieb mit quattro ultra | Allradantrieb mit quattro ultra       | Allradantrieb mit quattro ultra | Allradantrieb mit quattro ultra       | Allradantrieb              | Allradantrieb              | Allradantrieb              |
| Getriebeart, Standard                      | 7-Gang-S tronic                 | 7-Gang-S tronic                       | 7-Gang-S tronic                 | 7-Gang-S tronic                       | 8-Gang-tiptronic           | 8-Gang-tiptronic           | 8-Gang-tiptronic           |
| Getriebeart, Option                        | —                               | —                                     | —                               | —                                     | —                          | —                          | —                          |
| Leergewicht                                | 1685 kg                         | 1705 kg                               | 1720 kg                         | 1720 kg                               | 1830 kg                    | 1830 kg                    | 1885 kg                    |
| max. Zuladung                              | 515 kg                          | 515 kg                                | 530 kg                          | 530 kg                                | 520 kg                     | 540 kg                     | 500 kg                     |
| max. Anhängelast                           | 1900 kg                         | 1900 kg                               | 2000 kg                         | 2000 kg                               | 2000 kg                    | 2100 kg                    | 2100 kg                    |
| Beschleunigung, 0–100 km/h                 | 6,1 s                           | 5,8 s                                 | 7,9 s                           | 7,3 s                                 | 6,2 s                      | 5,3 s                      | 5,4 s                      |
| Höchstgeschwindigkeit                      | 247 km/h                        | 250 km/h (abgeregelt)                 | 220 km/h                        | 232 km/h                              | 241 km/h                   | 250 km/h (abgeregelt)      | 250 km/h (abgeregelt)      |
| Kraftstoffverbrauch auf 100 km, kombiniert | 6,6–6,8 l Super                 | 7,2–7,3 l Super                       | 5,0–5,2 l Diesel                | 4,9–4,8 l Diesel                      | 6,0–6,1 l Diesel           | 6,1–6,3 l Diesel           | 6,3–6,4 l Diesel           |
| CO2-Emission                               | 149–154 g/km                    | 164–168 g/km                          | 132–136 g/km                    | 126–130 g/km                          | 157–161 g/km               | 160–164 g/km               | 165–168 g/km               |
| Abgasnorm                                  | Euro 6d-TEMP-EVAP-ISC           | Euro 6d-ISC-FCM (ab 11/2023: Euro 6e) | Euro 6d-TEMP-EVAP-ISC           | Euro 6d-ISC-FCM (ab 11/2023: Euro 6e) | Euro 6d-TEMP-EVAP-ISC      | Euro 6d-TEMP-EVAP-ISC      | Euro 6d-ISC-FCM            |